# Chactas mahnerti
Espèce
Chactas mahnerti est une espèce de scorpions de la famille des Chactidae.

## Distribution
Cette espèce est endémique d'Équateur. Elle se rencontre dans les provinces de Pichincha et de Napo.

## Étymologie
Cette espèce est nommée en l'honneur de Volker Mahnert.

## Publication originale
- Lourenço, 1995 : Les Scorpions (Chelicerata, Scorpiones) de l'Équateur avec quelques considérations sur la biogéographie et la diversité des espèces. Revue Suisse de Zoologie, vol. 102, no 1, p. 61-88 (texte intégral).